# Missa brevis núm. 8 (Mozart)
La Missa brevis núm. 8 en do major, K. 259, «Orgelsolomesse» («Missa del solo d'orgue») és una missa composta per Wolfgang Amadeus Mozart, probablement l'any 1776.
Encara que està classificada com una missa brevis, la inclusió de les trompetes fa que sigui considerada una missa brevis et solemnis. La missa deu el seu sobrenom Orgelmesse o Orgelsolomesse («Missa del solo d'orgue») al solo d'orgue obbligato a l'entrada del Benedictus. Es tracta d'una de les tres misses que Mozart va compondre durant els mesos de novembre i desembre de 1776, totes en les tonalitats de do major. També estan en do major la Missa Credo (K. 257) i la Piccolomini-messe (K. 258). Està instrumentada per a quatre solistes (soprano, contralt, tenor i baix), cor mixt a quatre veus, violins (I i II), dos oboès, dos clarins (trompetes agudes), tres trombons (colla part) i baix continu. La interpretació dura uns 10-15 minuts.
L'obra consta de sis moviments:
1. Kyrie, andante, do major, 4/4
2. Gloria, allegro, do major, 3/4
3. Credo, allegro, do major, 4/4
4. Sanctus, adagio maestoso, do major, 3/4
Pleni sunt coeli et terra..., allegro, do major, 2/2
5. Benedictus, allegro vivace, sol major, 3/4
Hosanna in excelsis... allegro, do major, 3/4
6. Agnus Dei, adagio, do major, 4/4
Dona nobis pacem..., allegro, do major, 3/4